# Talon, Nièvre
Talon là một xã của tỉnh Nièvre, thuộc vùng Bourgogne-Franche-Comté, miền trung nước Pháp.

## Dân số
Theo điều tra dân số 1999 có dân số là 57. On ngày 1 tháng 1 năm 2007, the estimate was 50.